# Calderón (Buenos Aires)
Calderón  es un paraje rural del sur de la provincia argentina de Buenos Aires, dentro del partido de Coronel Rosales. Está ubicado a 36 km de la ciudad cabecera del distrito, Punta Alta, y a 17 km de Bahía Blanca.
Se accede a ella a través de la RN 3 vieja.

## Toponimia
Su nombre se debe al Dr. Honorio Calderón, propietario de los campos de la zona.

## Historia
Esta localidad nacida a principios del siglo XX al amparo de la Estación Calderón del Ramal Olavarría - Pringles - Bahía Blanca del Ferrocarril General Roca, está situada al noroeste del partido de Coronel Rosales. 
La estación de ferrocarril homónima fue habilitada en julio de 1909 y prácticamente de inmediato comenzó la construcción de las primeras viviendas, dando forma a la localidad de característica rural, la cual nunca alcanzó la categoría de centro urbano. La estación poseía el servicio telegráfico y en la estafeta postal funcionaba un almacén de ramos generales.
Desde los primeros años Calderón contó con enseñanza primaria, que se impartía en la Escuela N.º 37, hoy N.º 6 y distintos emplazamientos comerciales, industriales y rurales.
En 1913, la localidad se consolidaba como "uno de los parajes obligados para hacer una vida sana y tranquila, lejos del bullicio de la ciudad". Incluso, comenzaron a construirse chalets y se plantaron, formando bulevares en todas las calles, más de 3.000 acacias, dándole el aspecto de una futura ciudad.
Al crearse el Partido de Coronel Rosales en 1945, la localidad de Calderón pasó a su jurisdicción administrativa, quedando emplazada próxima al límite con Bahía Blanca. A partir de esa década, comenzó una involución demográfica, la cual se acentuó aún más desde 1976 en adelante, cuando dejó de funcionar el ferrocarril y la estación quedó abandonada.

## Actualidad
La localidad, en la actualidad, consta de pocas casas habitadas, y se resalta el edificio del Patronato de Menores, que funcionó hasta 1941, actualmente en desuso.
Existe actividad rural, como un criadero de pollos y un establecimiento de cultivo de champiñones.
En el año 2020 la Cooperativa de Trabajo Apícola Pampero Ltda. (CAP) inauguró el primer laboratorio apícola y cooperativo de la Argentina en el paraje. Ese mismo laboratorio se encarga de producir un tratamiento para el control de la varroa, principal enfermedad causante de la mortandad de las abejas a nivel mundial.